# Tenerife Film Orchestra & Choir

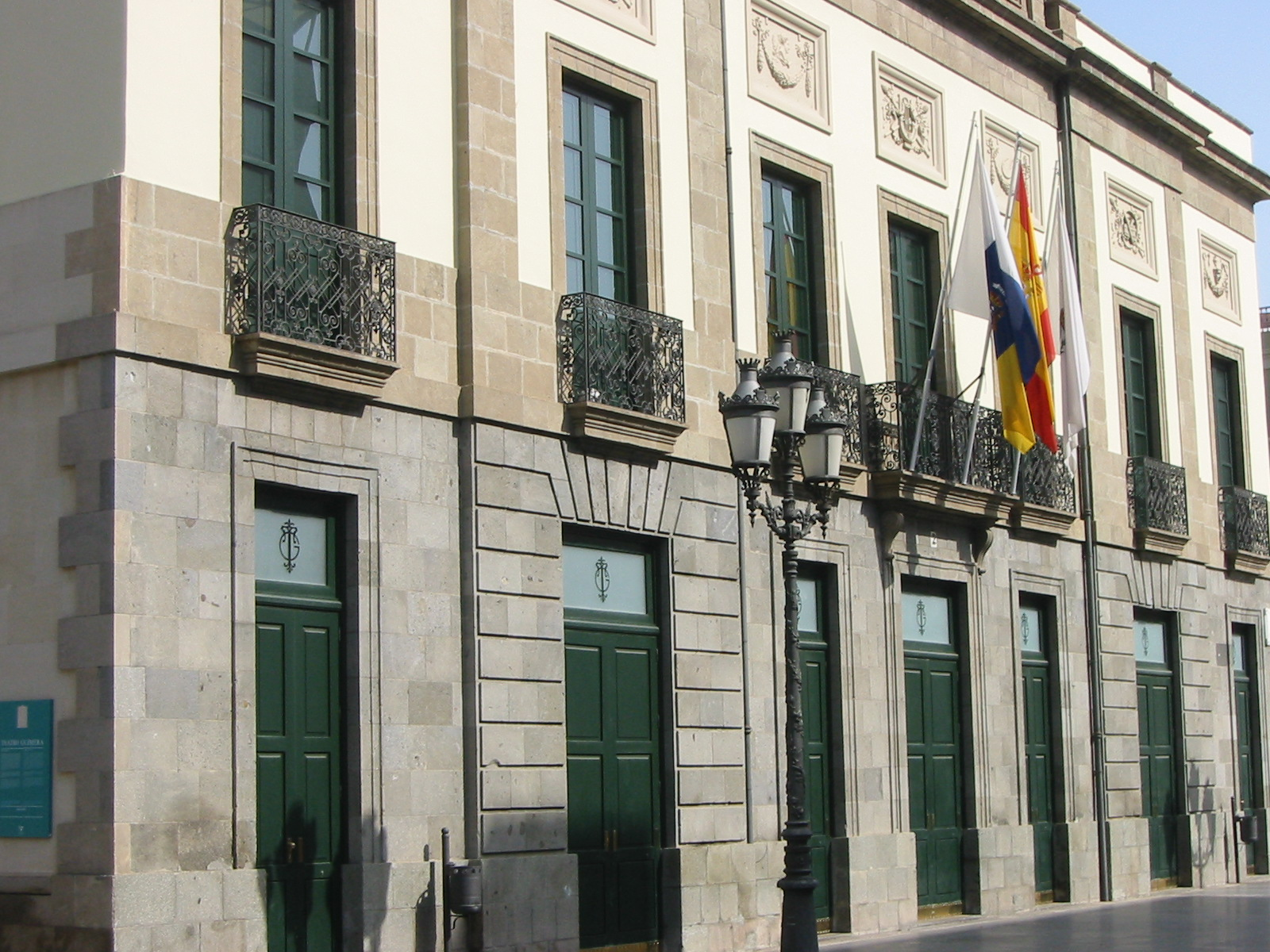
Teatro Guimerá.

La Tenerife Film Orchestra & Choir es una orquesta sinfónica privada con sede en la ciudad de Santa Cruz de Tenerife (Tenerife, Canarias, España) que irrumpe en el sector audiovisual en junio de 2005. Se trata de una orquesta y coro cuyo fin exclusivo es la grabación de bandas sonoras de cine y otros espectáculos de la industria cinematográfica.
Fue creada, junto con el solista de clarinete Michael Kirby, por el compositor Diego Navarro, que además es su director y el productor de grabación. La orquesta está integrada por unos 85 músicos, algunos de ellos, inscritos también en la plantilla de la Orquesta Sinfónica de Tenerife mientras que el conjunto coral, dirigido por Cristina Farrais, cuenta con 44 intérpretes. La orquesta y coro no posee una temporada de conciertos estable sino que establece su calendario de producción en función de los proyectos previamente demandados.
La Tenerife Film Orchestra & Choir es además la encargada de poner en escena todas aquellas bandas sonoras o arreglos musicales que se desarrollen durante los diferentes actos del Festival Internacional de Música de Cine de Tenerife, que cada verano se celebra en la capital de la isla.

## Sede
El actual Teatro Guimerá, antiguamente denominado Teatro Municipal o Principal de Santa Cruz de Tenerife, es el edificio sede de la Tenerife Film Orchestra & Choir. Con más de 150 años de historia es el primer teatro que se construyó en el Archipiélago Canario.

## Producciones de interés
Entre las producciones de interés destacan entre otras la película de animación candidata al premio Goya "Puerta del Tiempo" (2003), el documental "Mira la luna" (2005) y el largometraje "Oscar. El color del destino" (2006).